# Catoxyethira crinita
Catoxyethira crinita is een schietmot uit de familie Hydroptilidae. De soort komt voor in het Afrotropisch gebied.